# Micromyzella mitegoni
Micromyzella mitegoni är en insektsart. Micromyzella mitegoni ingår i släktet Micromyzella och familjen långrörsbladlöss. Inga underarter finns listade i Catalogue of Life.